# Украинская баскетбольная высшая лига 1993/1994
Чемпионат Высшей лиги состоял из двух этапов. На первом этапе команды проводили четыре круга регулярного чемпионата, после чего восемь лучших команд попадали в плей-офф, где в сериях до трех побед боролись за чемпионство, 3-е, 5-е и 7-е место. Команды, занявшие места с 9-го по 12-е, попадали в плей-офф за выживание в Высшей лиге.
Кубок Украины среди мужских команд в сезоне 1993-94 не проводился.

## Чемпионат Высшей лиги

### Регулярный чемпионат
| №  | Команда                      | В  | П  |
| -- | ---------------------------- | -- | -- |
| 1  | Будивельник-Анаконда (Киев)  | 41 | 3  |
| 2  | БИПА-Мода (Одесса)           | 38 | 6  |
| 3  | Киев-Баскет (Киев)           | 35 | 9  |
| 4  | Шахтер-АСКО (Донецк)         | 29 | 15 |
| 5  | Спартак (Луганск)            | 25 | 19 |
| 6  | Корабел (Николаев)           | 24 | 20 |
| 7  | ТИИТ (Харьков)*              | 19 | 25 |
| 8  | ЦСК ВСУ Хорда (Киев)         | 16 | 28 |
| 9  | Перспективный (Никополь)     | 15 | 29 |
| 10 | Днепр (Днепропетровск)       | 10 | 34 |
| 11 | Азовмаш (Мариуполь)          | 9  | 35 |
| 12 | БСКД-Алеана (Днепропетровск) | 3  | 41 |

- — ТИИТ (Харьков) был лишен одного очка за неявку на гостевой матч с Азовмашем

### Четвертьфиналы плей-офф
| Команда 1                   | Счет | Команда 2            |
| --------------------------- | ---- | -------------------- |
| Будивельник-Анаконда (Киев) | 3-0  | ЦСК ВСУ Хорда (Киев) |
| Киев-Баскет (Киев)          | 3-1  | Корабел (Николаев)   |
| БИПА-Мода (Одесса)          | 3-0  | ТИИТ (Харьков)       |
| Шахтер-АСКО (Донецк)        | 3-0  | Спартак (Луганск)*   |

- — Спартак (Луганск) выступал в плей-офф чемпионата резервным составом. Основной состав в это время выступал на коммерческом турнире в Египте.

### Полуфиналы плей-офф
| Команда 1                   | Счет | Команда 2            |
| --------------------------- | ---- | -------------------- |
| Будивельник-Анаконда (Киев) | 3-0  | Шахтер-АСКО (Донецк) |
| БИПА-Мода (Одесса)          | 1-3  | Киев-Баскет (Киев)   |

### Серия за третье место
| Команда 1          | Счет | Команда 2            |
| ------------------ | ---- | -------------------- |
| БИПА-Мода (Одесса) | 3-2  | Шахтер-АСКО (Донецк) |

### Финал
| Команда 1                   | Счет    | Команда 2                   |
| --------------------------- | ------- | --------------------------- |
| Будивельник-Анаконда (Киев) | 95:76   | Киев-Баскет (Киев)          |
| Будивельник-Анаконда (Киев) | 105:93  | Киев-Баскет (Киев)          |
| Киев-Баскет (Киев)          | 106:111 | Будивельник-Анаконда (Киев) |

## Составы команд

### Будивельник-Анаконда (Киев)
Александр Окунский, Игорь Харченко, Денис Журавлев, Игорь Молчанов, Леонид Яйло, Олег Чернов, Геннадий Перегуд, Виталий Потапенко, Сергей Половко, Дмитрий Приходько, Владимир Холопов, Алексей Полторацкий, Андрей Костко.
Тренеры — Зураб Хромаев, Виктор Гуревич.

### Киев-Баскет
Андрей Подковыров, Дмитрий Брянцев, Виктор Савченко, Владимир Чурсин, Алексей Азанян, Владимир Васильев, Юрий Орлов, Вячеслав Евстратенко, Сергей Ковальчук, Евгений Мурга, Владимир Полуяхтов, Андрей Ромс, Владимир Рыжик, Игорь Савицкий, Павел Хмаренко.
Тренеры — Борис Вдовиченко, Олег Сергеев (позже — Андрей Подковыров)

### БИПА-Мода (Одесса)
Вадим Пудзырей, Олег Другаченок, Сергей Пинчук, Олег Михайлов, Александр Чаусов, Андрей Харчинский, Георгий Резцов, Олег Безносов, Сергей Воронов, Борис Романов, Олег Черноситов, Вадим Щербаков, Сергей Антоненко.
Тренеры — Виталий Лебединцев, Вадим Попов.

### Шахтер-АСКО (Донецк)
Михаил Алпатов, Андрей Ботичев, Константин Галенкин, Сергей Ивчатов, Игорь Васильченко, Андрей Кавардак, Валерий Кавардак, Артем Кармелюк, Андрей Кондяков, Игорь Кочура, Андрей Криони, Алексей Левин, Владислав Мартынов, Александр Рябов, Петр Самойленко.
Тренеры — Валерий Алпатов, Валерий Дроздов.

### ЦСК ВСУ Хорда (Киев)
Игорь Ватажок, Олег Рубан, Александр Низкошапка, Роман Вареник, Андрей Шарамко, Владлен Пинчук, Виталий Черний, Юрий Шаповалов, Игорь Бережной, Андрей Борисович, Александр Кислицин, Евгений Кузьменко, Евгений Лемаев, Юрий Пушкарев, Вячеслав Храмов.
- Команда начинала сезон с названием ЦСК Газда

Тренеры — Анатолий Николаев, Геннадий Чечуро, Александр Коваленко.

### Корабел (Николаев)
Сергей Смагин, Алексей Бесков, Владимир Полях, Григорий Хижняк, Олег Ткач, Андрей Герасимов, Сергей Петренко, Роман Смешный, Леонид Срибный, Владислав Шлеев.
Тренеры — Геннадий Защук,Берестнев Валентин Борисович, Леонид Шиманский.

### ТИИТ (Харьков)
Александр Лохманчук, Андрей Капинос, Сергей Цымбал, Игорь Яценко, Юрий Даниленко, Николай Кофанов, Кирилл Концевой, Павел Поветкин, Артем Тяжин, Владимир Шевченко, Сергей Якименко.
Тренеры — Тимофей Безрук, Эдуард Бовыкин.

### Спартак (Луганск)
Дмитрий Базелевский, Александр Кравченко, Александр Безуглов, Виктор Бирюков, Вячеслав Глазов, Андрей Демченко, Геннадий Долженко, Илья Евдокимов, Алексей Жуков, Сергей Киященко, Дмитрий Малоштан, Александр Новак, Андриан Олексенко, Владислав Пузанков, Дмитрий Снежко, Александр Хомченко, Сергей Цицора, Андрей Шалкиев.
Тренеры — Владислав Пустогаров, Владимир Брюховецкий.

### Перспективный (Никополь)
Вячеслав Асеев, Дмитрий Белошапка, Сергей Коновец, Геннадий Лозгачев, Сергей Носенко, Александр Филин, Виталий Фирсов, Андрей Петров.
Тренеры — Гарри Петров, Виктор Кафанов.

### Днепр (Днепропетровск)
Михаил Зайцев, Павел Бычек, Анатолий Акуленко, Аззам Балтажи, Владимир Золотарев, Роман Козар, Сергей Мишин, Сергей Новак, Олег Пархоменков, Игорь Скрябин, Роман Тараченко, Владимир Тищенко.
Тренеры — Виктор Александрович, Владимир Коробков.

### Азовмаш (Мариуполь)
Валентин Романец, Виталий Усенко, Алексей Янгичер, Евгений Подорванный, Игорь Баландюк, Сергей Грещенко, Михаил Дяченко, Виталий Лапин, Геннадий Лукьянов, Вячеслав Малеванный, Владимир Пастушенко, Роман Пучков, Александр Халаим, Александр Чоков.
Тренеры — Валентин Романец, Михаил Дяченко

### БСКД (Днепропетровск)
Олег Козорез, Станислав Каковкин, Дмитрий Марков, Павел Чухно, Георгий Ступенчук, Сергей Секацкий, Алексей Безнощенко, Юрий Бородин, Сергей Валентир, Виктор Гарбуз, Константин Костелко, Сергей Кошевой, Олег Крыжановский, Дмитрий Ломако, Денис Морозов, Сергей Николаенко, Анатолий Новак, Станислав Носик, Юрий Помпа, Владлен Попов, Александр Смирнов.
Тренеры — Ефим Таслицкий, Александр Шевченко, Вадим Смирнов.

## Итоговое положение команд
1. Будивельник (Киев), 2. Киев-Баскет (Киев), 3. БИПА-Мода (Одесса), 4. Шахтер (Донецк), 5. ЦСК ВВС Рико (Киев), 6. Корабел (Николаев), 7. ТИИТ (Харьков), 8. Спартак (Луганск), 9. Перспективный (Никополь), 10. Днепр (Днепропетровск), 11. Азовмаш (Мариуполь), 12. БСКД (Днепропетровск).
- Будивельник (Киев) стал трехкратным чемпионом Украины
- Будивельник (Киев) получил право выступать в сезоне 1994/95 в Супролиге
- Киев-Баскет (Киев) получил право выступать в сезоне 1994/95 в Европейском кубке
- БИПА-Мода (Одесса), Шахтер (Донецк) и ЦСК ВВС (Киев) получили право выступать в сезоне 1994/95 в Кубке Корача
- Азовмаш (Мариуполь) и Днепр (Днепропетровск) должны были сыграть со 2-й и 3-й командами Первой лиги за право остаться в Высшей лиге в сезоне 1994/95
- БСКД (Днепропетровск) вылетел в Первую лигу

## Чемпионат Первой лиги
| №  | Команда                          | В  | П  |
| -- | -------------------------------- | -- | -- |
| 1  | Александрия-Рось (Белая Церковь) | 40 | 4  |
| 2  | Ферро (Запорожье)                | 34 | 10 |
| 3  | Нефтехим (Кременчуг)             | 33 | 11 |
| 4  | Кировец (Харьков)                | 29 | 15 |
| 5  | Интерсервис (Днепропетровск)     | 27 | 17 |
| 6  | Академия-КГРИ (Кривой Рог)       | 25 | 19 |
| 7  | УДАУ-КПИ (Киев)                  | 24 | 20 |
| 8  | СКИФ-Денди (Киев)                | 14 | 30 |
| 9  | Баскод (Одесса)                  | 13 | 31 |
| 10 | Азовсталь-Алекскрам (Мариуполь)  | 12 | 32 |
| 11 | Днепр-2 (Днепропетровск)         | 8  | 36 |
| 12 | НКИ-2 (Николаев)                 | 5  | 39 |

- Александрия-Рось (в следующем сезоне — «Нефтехим-Александрия») вышла в Высшую лигу.

## Матчи за право играть в Высшей лиге
| Команда 1              | Счет | Команда 2            |  |
| ---------------------- | ---- | -------------------- |  |
| Азовмаш (Мариуполь)    | 3-1  | Ферро (Запорожье)    |  |
| Днепр (Днепропетровск) | 3-2  | Нефтехим (Кременчуг) |  |

## Чемпионат Второй лиги
БК Пульсар (Ровно) стал чемпионом Второй лиги и вышел в Первую лигу.

## Выступления в еврокубках

### Европейский чемпионат ФИБА

#### Будивельник (Киев)
| Предварительный Этап I | Предварительный Этап I | Предварительный Этап I | Предварительный Этап I | Предварительный Этап I |
| ---------------------- | ---------------------- | ---------------------- | ---------------------- | ---------------------- |
| 09.09.93               | Будивельник (Киев)     | 58:84                  | Гилфорд Кингс          |                        |
| 16.09.93               | Гилфорд Кингс          | 85:85                  | Будивельник (Киев)     |                        |

### Европейский кубок ФИБА

#### БИПА-Мода (Одесса)
| Предварительный Этап II | Предварительный Этап II | Предварительный Этап II | Предварительный Этап II | Предварительный Этап II |
| ----------------------- | ----------------------- | ----------------------- | ----------------------- | ----------------------- |
| 30.10.93                | БИПА-Мода (Одесса)      | 83:87                   | Задар                   |                         |
| 05.11.93                | Задар                   | 89:87                   | БИПА-Мода (Одесса)      |                         |

### Кубок Корача

#### ТИИТ (Харьков)
| Предварительный Этап I | Предварительный Этап I | Предварительный Этап I | Предварительный Этап I | Предварительный Этап I |
| ---------------------- | ---------------------- | ---------------------- | ---------------------- | ---------------------- |
| 08.09.93               | Струмица               | 97:75                  | ТИИТ (Харьков)         |                        |
| 15.09.93               | ТИИТ (Харьков)         | 103:68                 | Струмица               |                        |

| Предварительный Этап II | Предварительный Этап II | Предварительный Этап II | Предварительный Этап II | Предварительный Этап II |
| ----------------------- | ----------------------- | ----------------------- | ----------------------- | ----------------------- |
| 29.09.93                | ТИИТ (Харьков)          | 20:0                    | Гравлин                 |                         |
| 06.10.93                | Гравлин                 | 0:20                    | ТИИТ (Харьков)          |                         |

| Предварительный Этап III | Предварительный Этап III | Предварительный Этап III | Предварительный Этап III | Предварительный Этап III |
| ------------------------ | ------------------------ | ------------------------ | ------------------------ | ------------------------ |
| 27.10.93                 | Сарагоса                 | 106:77                   | ТИИТ (Харьков)           |                          |
| 03.11.93                 | ТИИТ (Харьков)           | 112:110                  | Сарагоса                 |                          |

#### Корабел (Николаев)
| Предварительный Этап II | Предварительный Этап II | Предварительный Этап II | Предварительный Этап II | Предварительный Этап II |
| ----------------------- | ----------------------- | ----------------------- | ----------------------- | ----------------------- |
| 29.09.93                | Корабел (Николаев)      | 83:81                   | Динамо (Москва)         |                         |
| 06.10.93                | Динамо (Москва)         | 103:87                  | Корабел (Николаев)      |                         |

#### ЦСК Газда (Киев)
| Предварительный Этап II | Предварительный Этап II | Предварительный Этап II | Предварительный Этап II | Предварительный Этап II |
| ----------------------- | ----------------------- | ----------------------- | ----------------------- | ----------------------- |
| 29.09.93                | ЦСК Газда (Киев)        | 81:88                   | Хапоэль (Герцлия)       |                         |
| 06.10.93                | Хапоэль (Герцлия)       | 101:79                  | ЦСК Газда (Киев)        |                         |

#### Спартак (Луганск)
| Предварительный Этап II | Предварительный Этап II | Предварительный Этап II | Предварительный Этап II | Предварительный Этап II |
| ----------------------- | ----------------------- | ----------------------- | ----------------------- | ----------------------- |
| 29.09.93                | Спартак (Луганск)       | 0:20                    | Альба                   |                         |
| 06.10.93                | Альба                   | 20:0                    | Спартак (Луганск)       |                         |